# Deutschherrenhof

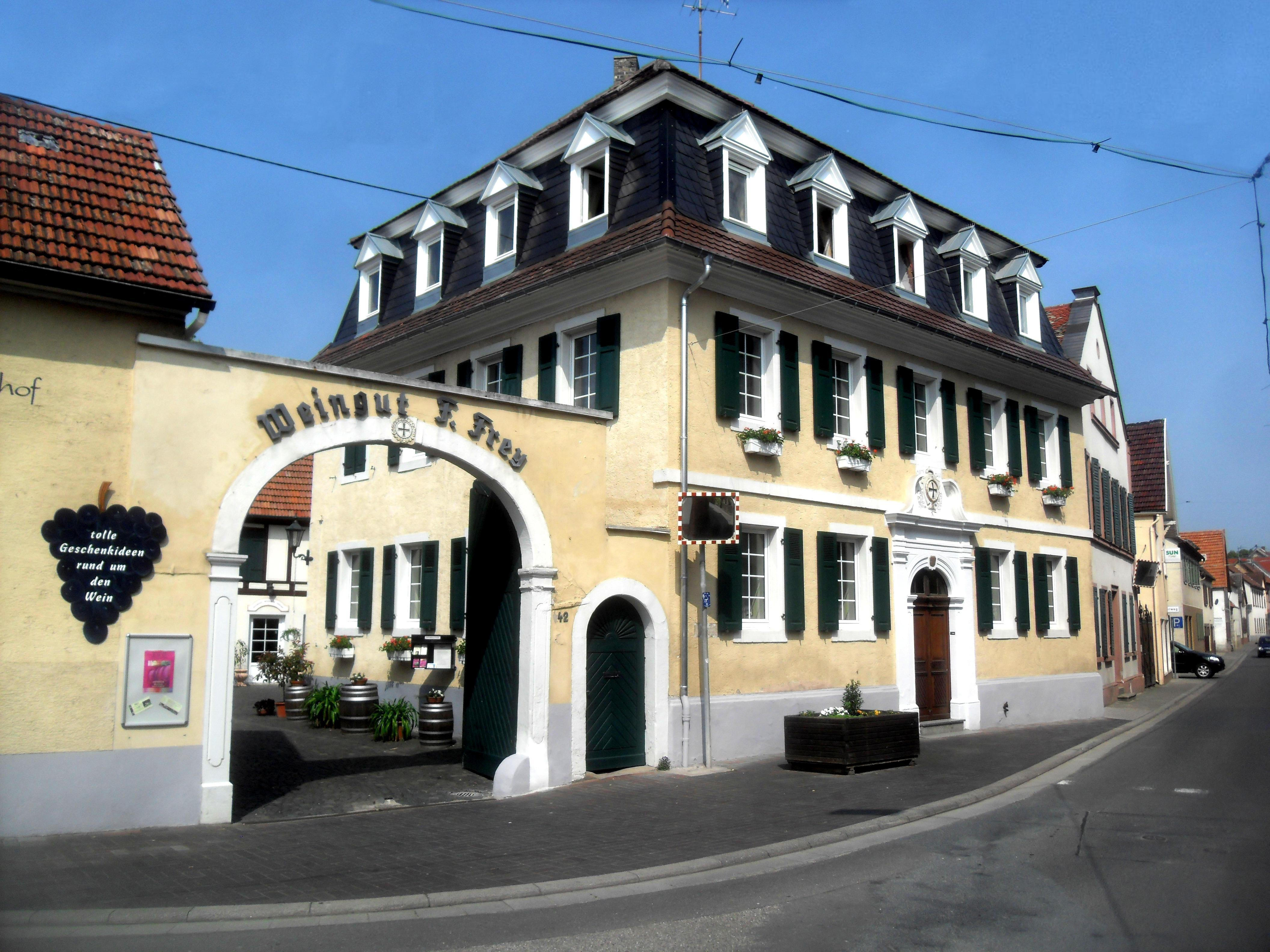
Der Deutschherrenhof in Guntersblum

Der Deutschherrenhof im rheinhessischen Guntersblum war ein Gutshof mit einer bedeutenden Geschichte. Heute befindet sich auf dem Gelände des ehemaligen Deutschherrenhofs ein gleichnamiges Weingut. Das Anwesen gilt heute als Kulturdenkmal.

## Geschichte
Die Geschichte des Deutschherrenhofs geht bis in das 15. Jahrhundert zurück. In dieser Zeit besaß Anthis Lock, ein aus dem Nachbarort Hangen-Wahlheim stammender Gerichtssiegler große Teile Guntersblums. Nachdem Anthis Lock Mitte des 15. Jahrhunderts gestorben war, ging sein Grundstücksbesitz an das adlige Gerichtsmitglied Hans von Flomborn, genannt Partenheimer. Nachdem er 1490 gestorben war, ging sein Besitz an seine Witwe, Anna von Albig und ab 1494 auch an Anna von Albigs Bruder Hans von Albig. Am 29. September dieses Jahres belehnte dann Graf Emich VIII. von Leiningen Hans von Albig mit seinem damaligen Partenheim’schen Erbe. Anfang des 16. Jahrhunderts nahm Hans von Albig dann das komplette ehemalige Lock’sche Grundstück in seinen Besitz. 

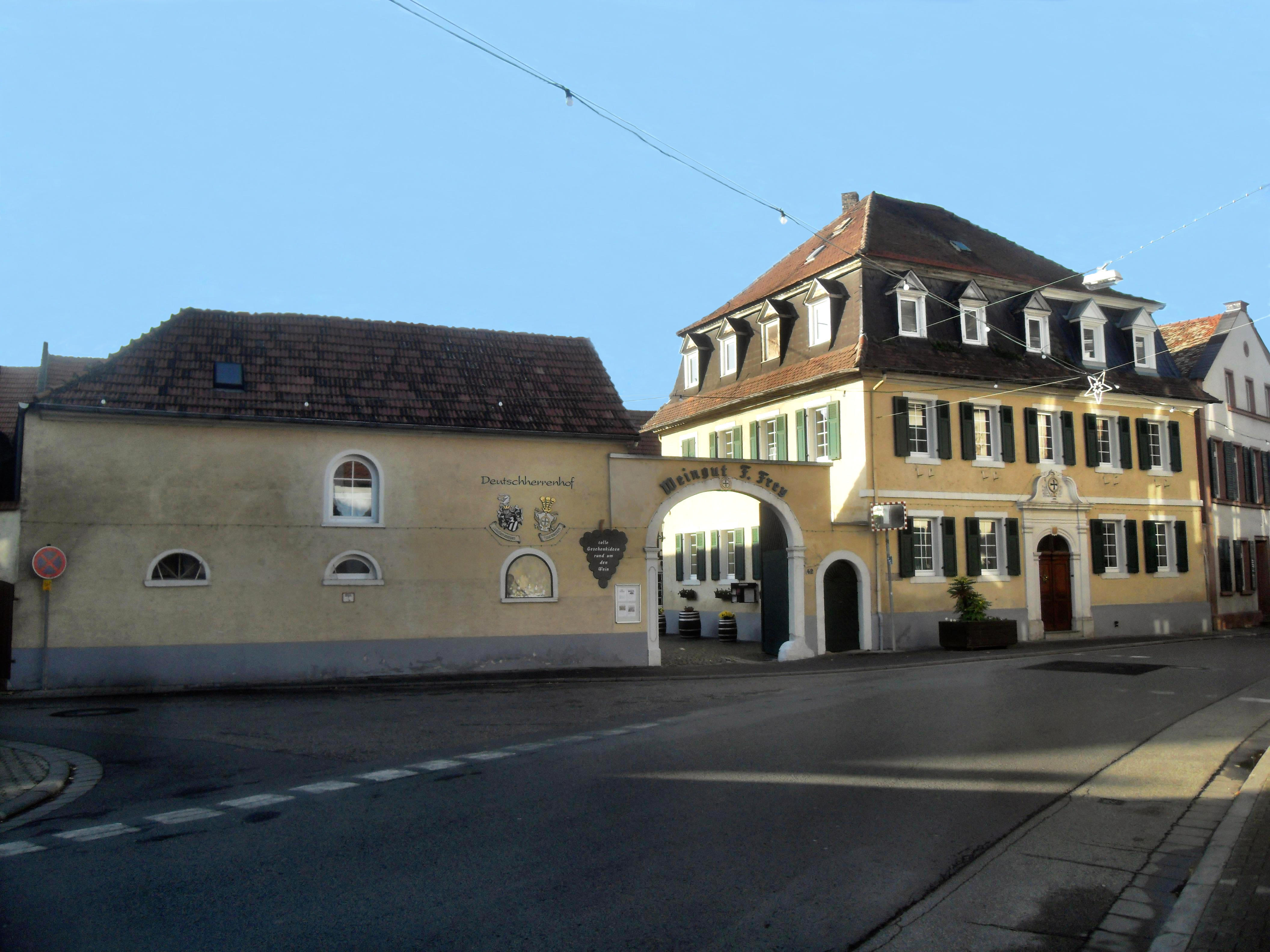
Der Deutschherrenhof in Guntersblum von der heutigen Hauptstraße aus

Nach seinem Tod fiel das Gut an den Deutschen Orden. Das ab jetzt als Deutschherrngut bekannte Grundstück wurde im Jahr 1554 schließlich an den Hofmann Philipp Baber verpachtet. Sechs Jahre später wurde der Besitz nun an Gelbert Hunger verpachtet. Fast 75 Jahre später, im Jahr 1624, wurde das Grundstück wiederum an Philipp Ludwig Steud verpachtet, bevor es zwei Jahre später Philipp Friedrich von Wachenheim kaufte. Nach dem Dreißigjährigen Krieg besaß das Gut schließlich bis 1662 an Matthes Soltz, bevor es kurz darauf bis 1697 Anton Christrichard besaß. Ab 1697 ging das Grundstück dann in den Besitz dessen Sohns Johann Wilhelm Reichert über. 1712 kaufte schließlich Johann Adam Henkel das so genannte Deutsche Gut. Fünf Jahre später wurde ein dringender Renovierungsbedarf von Scheune, Stallung, Keller und dem Wohngebäude festgestellt, dessen Ausführung mindestens 150 Gulden kosten würde. Anstatt das Anwesen und seine Anbauten jedoch renovieren zu lassen, hat man es in den folgenden Jahren abgerissen und wieder komplett neu aufgebaut. 
Ab 1743 kam schließlich ein durch Oberjäger Georg Andreas Wagner als Deutschhof Gutsbeständer verbreitetes Gerücht auf, Teile von Henkels Grundstück gehörten zum Besitz des Deutschen Ordens. Henkels Nachfolger in der Besitzerschaft war 1743 der kurpfälzische Kammerrat Christian Adolph Rudersdorf. Dieser verfolgte die Sache weiter. Später konnte man ihm jedoch das Gegenteil beweisen. Im November 1762 kaufte schließlich Sebastian Lang, der aus Lörzweiler stammte, das Grundstück des Deutschherrenhofs. Er lebte jedoch nur recht kurz mit seiner Frau dort. Fünf Jahre später fiel der Besitz des Deutschherrenhofs in die Hände von Georg Hell. Dieser behielt das Gut wiederum auch nur sehr kurz, bevor er es im April 1770 an Johann Michael Schilling aus Schornsheim verkaufte. Dieser verkaufte schließlich auch nur fünf Jahre später das Gut an den hiesigen Zimmerer Johann Valentin Brutscher. Nachdem Brutscher insolvent war, verkaufte er das Grundstück.

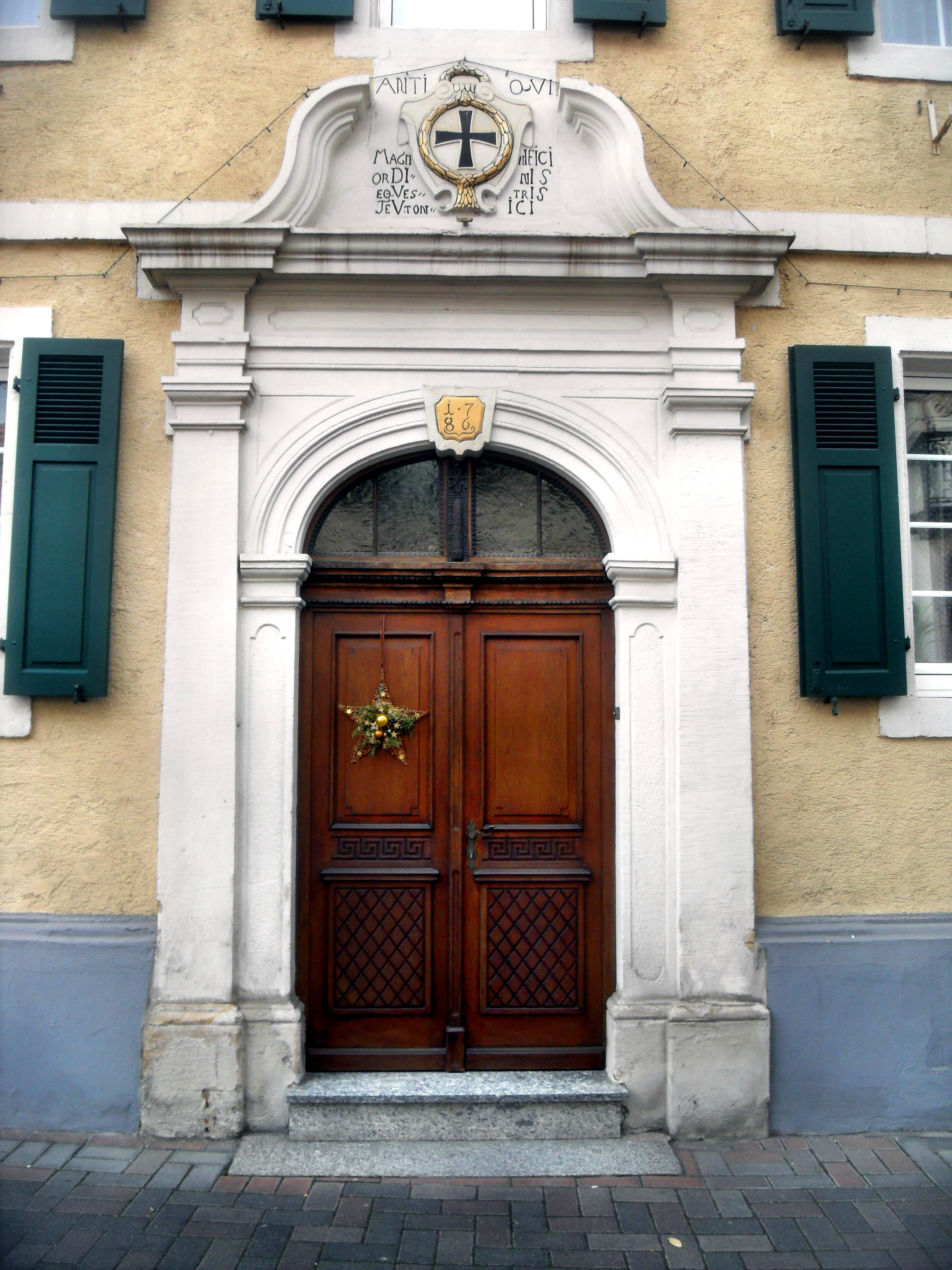
Die Haustür zum Wohngebäude des Deutschherrenhofs mit der eingemeißelten Jahreszahl 1786

Infolgedessen übernahm der Guntersblumer Ludwig Belzer, der auch zeitgleich das Gut des Wormser Domstifts in Guntersblum erfolgreich verwaltete, im September 1780 die Besitzerschaft des Deutschherrenhofs. Auf seine Initiative wurde ein stattliches Wohnhaus an der heutigen Hauptstraße Nr. 42, in direkter Nähe des Neuen Schlosses, in Guntersblum errichtet. Von diesem Gebäudebau zeugt auch die über der Haustür eingemeißelte Jahreszahl 1786. Anfang des 19. Jahrhunderts wurde schließlich die Besitzerschaft des Deutschherrenhofes mit dem aus Dexheim stammenden Johann Jacob Schnell angegeben, des zweiten Mannes der Witwe Belzer.
Im Juli 1814, nachdem die Ehefrau von Johann Jacob Schnell drei Jahre zuvor im Juli 1811 starb, verkaufte der älteste Sohn von ihr, Ludwig Belzer, das Grundstück für 11.420,87 Franc an den hiesigen Guntersblumer Johann Georg Frey. Mit seiner Ehefrau baute er ab 1814 erfolgreich einen landwirtschaftlichen Betrieb auf.

## Lage
Das Grundstück befindet sich im Guntersblumer Ortskern. In direkter Nähe zum Deutschherrenhof in der Hauptstraße befindet sich das Neue Schloss. Wenige hundert Meter westlich befindet sich die evangelische Kirche, und nur wenige hundert Meter südlich befindet sich das erste Guntersblumer Schloss, das heutige Leininger Schloss. Auf der direkt gegenüberliegenden Straßenseite des Schlosses in der heutigen Hauptstraße befand sich auch das alte Guntersblumer Rathaus, bevor es im Zuge des Umzugs in das Leininger Schloss im Jahr 1834 abgerissen wurde.

## Anlage
Wo früher viel Land und Grundstück des Guts zu finden war, befinden sich heute viele Häuser unterschiedlicher Besitzerschaft. Direkt an der Hauptstraße befindet sich das Wohnhaus der heute das Deutschherrenhof besitzenden Familie Frey. Auch direkt an der Hauptstraße befindet sich ein großer Torbogen, durch den ein großzügig angelegter Hof zu erreichen ist. In den hinteren Gebäuden sind dabei außerdem zahlreiche Räume des durch die Familie Frey betriebenen gleichnamigen Weingutes zu finden.

## Heutige Nutzung

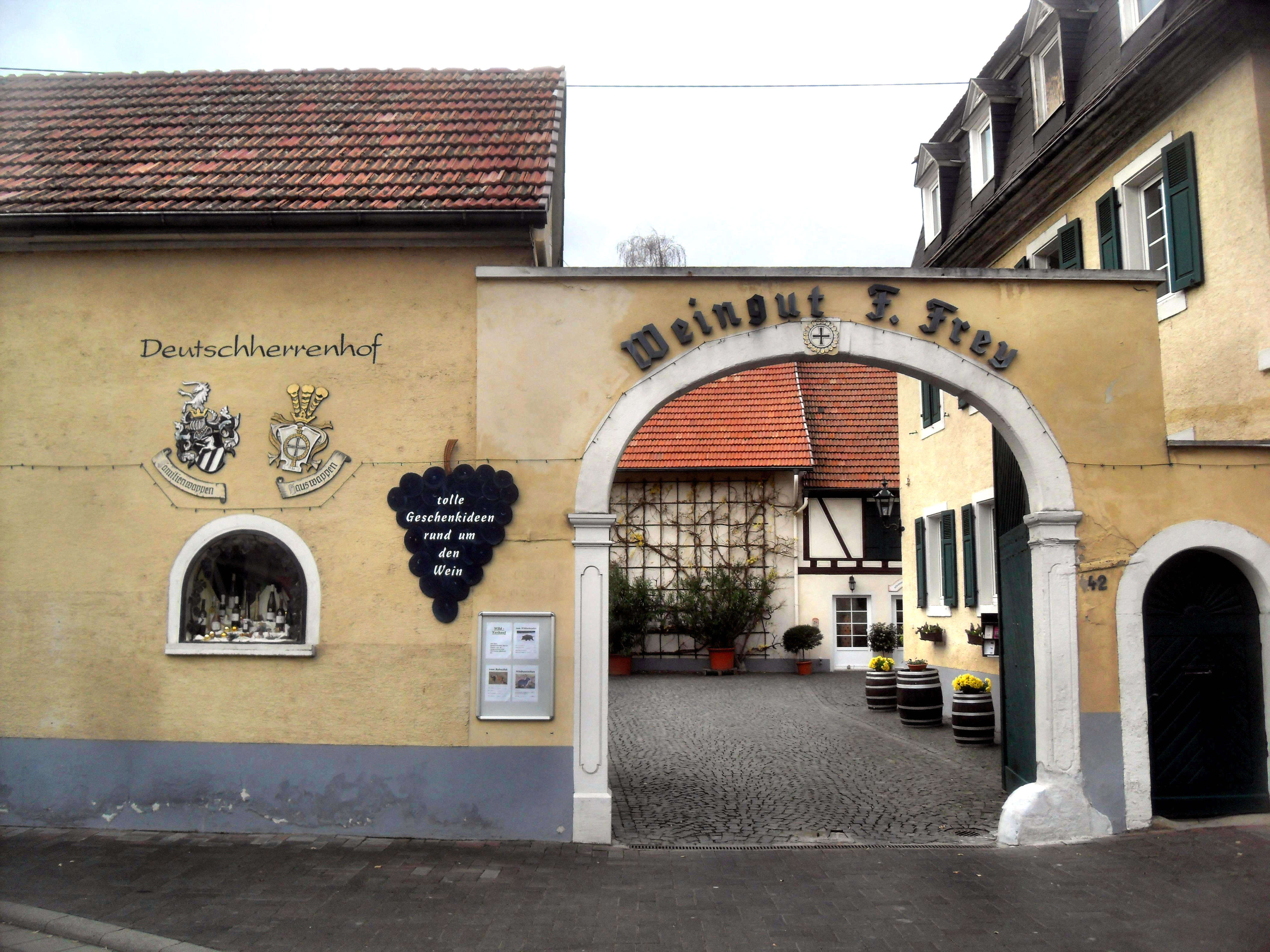
Die Haupteinfahrt zum Weingut Frey auf dem heutigen Deutschherrenhof

Heute ist das Grundstück des ehemaligen Deutschherrenhofs mit der Adresse Hauptstraße Nr. 42 in Privatbesitz. Die besitzende Familie betreibt in den Räumen auf dem ehemaligen Deutschherrenhof außerdem ein gleichnamiges Weingut.